# Хадар
Хадар је село и археолошки локалитет у Етиопији, које се налази у области Афарског троугла, односно на његовом јужном врху, у афарској административној области Mille (woreda). Доналд Џохансон, археолог и палеонтолог, је 1973. године на овом локалитету открио остатке једног од најбоље очуваних и најстаријих скелета женске индивидуе, која припада фамилији аустралопитекуса афаренсиса (Australopithecus afarensis). Налаз је добио надимак Луси, по песми Битлса „Lucy in the Sky with Diamonds“. 2000. године у области Дикика у Етиопији откривен је старији скелет аустралопитекуса афаренсиса, који је припадао трогодишњем детету, а који је добио надимак Селам (што на Етиопском значи мир). 